# Johnny Cecotto junior

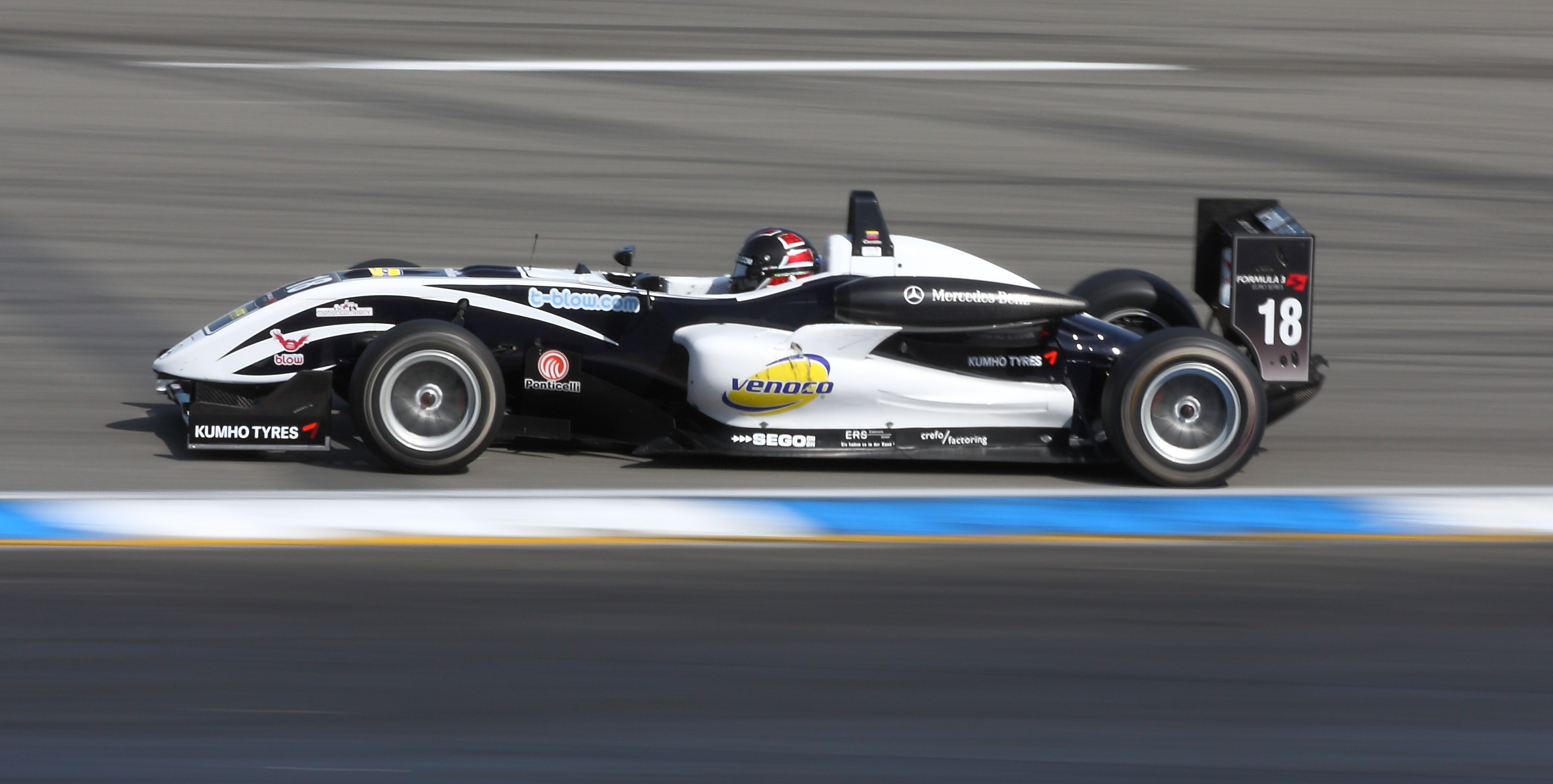
Cecotto bei der Formel-3-Euroserie am Hockenheimring (2009)

Johnny Amadeus Cecotto, bekannt als Johnny Cecotto junior, (* 9. September 1989 in Augsburg, Deutschland) ist ein ehemaliger venezolanisch-deutscher Automobilrennfahrer. Er besitzt sowohl die venezolanische, als auch die deutsche Staatsbürgerschaft, startete aber mit venezolanischer Lizenz. Er ist der Sohn des ehemaligen Formel-1-Fahrers und Motorrad-Weltmeisters Johnny Cecotto. 

## Karriere
Cecotto begann seine Motorsportkarriere im Kartsport. Im Gegensatz zu seinem Vater wechselte Cecotto jr. direkt in den Formelsport und gab 2005 sein Debüt in der deutschen Formel BMW. Außerdem nahm er an einigen Rennen der italienischen Formel Renault teil. 2006 war Cecotto in diversen Rennserien aktiv. Am erfolgreichsten war er im deutschen Formel-3-Cup, in dem er mit einem Rennsieg Elfter in der Gesamtwertung wurde. Darüber hinaus startete er in der nordeuropäischen sowie der italienischen Formel Renault sowie in der Euroseries 3000. 2007 wechselte Cecotto in die internationale Formel Master und belegte in dieser Kategorie den achten Gesamtrang. Außerdem nahm er erneut an einem Rennwochenende der Euroseries 3000 teil. Dabei erzielte er einen dritten Platz.
2008 kehrte Cecotto jr. in den deutschen Formel-3-Cup zurück. Mit zwei Siegen wurde er punktgleich mit dem Zweiten Sebastián Saavedra Dritter in der Gesamtwertung. 2009 wechselte Cecotto in die höherklassige Formel-3-Euroserie zu HBR Motorsport. Cecotto war zwar stärker als seine Teamkollegen, fuhr allerdings auch für das Team keine Punkte ein. Im September feierte Cecotto sein Debüt in der GP2-Serie und fuhr bei David Price Racing als Ersatz für den enttäuschenden Franck Perera. Bei seinem Debüt zeigte er eine gute Leistung und schied beim Sprintrennen kurz vor Rennende in der Nähe der ersten zehn Fahrer aus.

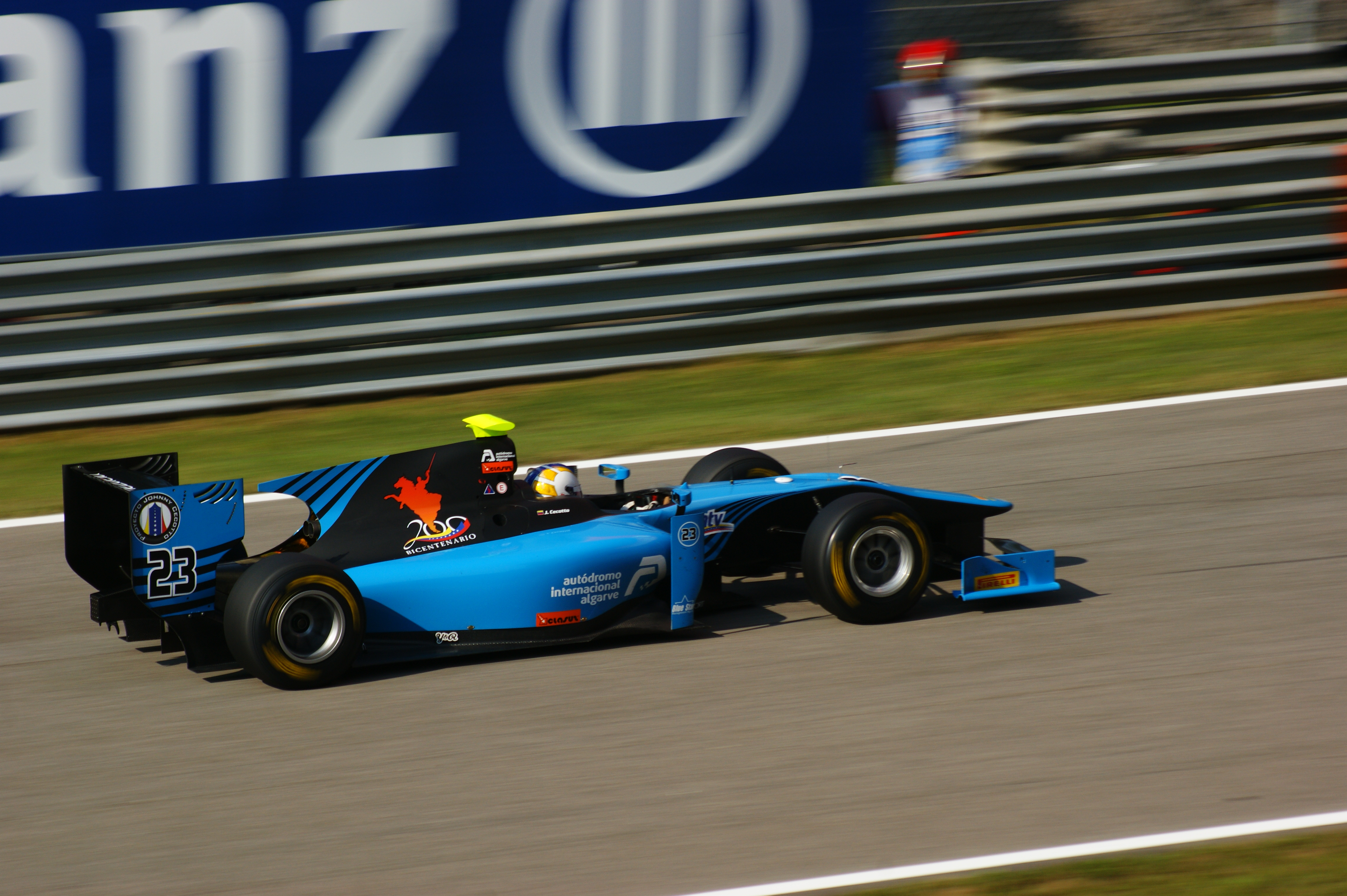
Cecotto für Ocean Racing Technology in der GP2-Serie 2011 in Monza

Anschließend startete er für Trident Racing beim ersten Lauf der Saison 2009/2010 der GP2-Asia-Serie. Obwohl er bei beiden Rennen Punkte erzielt hatte, wurde er bereits nach dem ersten Rennwochenende durch Dani Clos ersetzt. In der Gesamtwertung belegte er den 17. Platz. Für die GP2-Serie 2010 kehrte Cecotto zu Trident Racing zurück. Nach acht Rennwochenenden wurde er von Edoardo Piscopo abgelöst. Mit einem fünften Platz als bestes Resultat belegte er am Ende der Saison den 23. Gesamtrang. 2011 nahm Cecotto zunächst für Super Nova Racing an der GP2-Asia-Serie teil. Am Saisonende belegte er den 15. Gesamtrang. Anschließend erhielt er bei Ocean Racing Technology einen Vertrag für die Saison 2011. Sein Teamkollege zum Saisonbeginn war Kevin Mirocha, mit dem er bereits in der Formel-3-Euroserie für einige Rennen ein Fahrerduo gebildet hatte. Für die letzten zwei Rennwochenenden ersetzte Brendon Hartley Mirocha. Während Hartley Punkte erzielte, blieben Cecotto und Mirocha punktelos und Cecotto beendete die Saison hinter seinen Teamkollegen auf dem 24. Platz der Fahrerwertung. Nach der Saison absolvierte Cecotto für Force India seinen ersten Formel-1-Test.

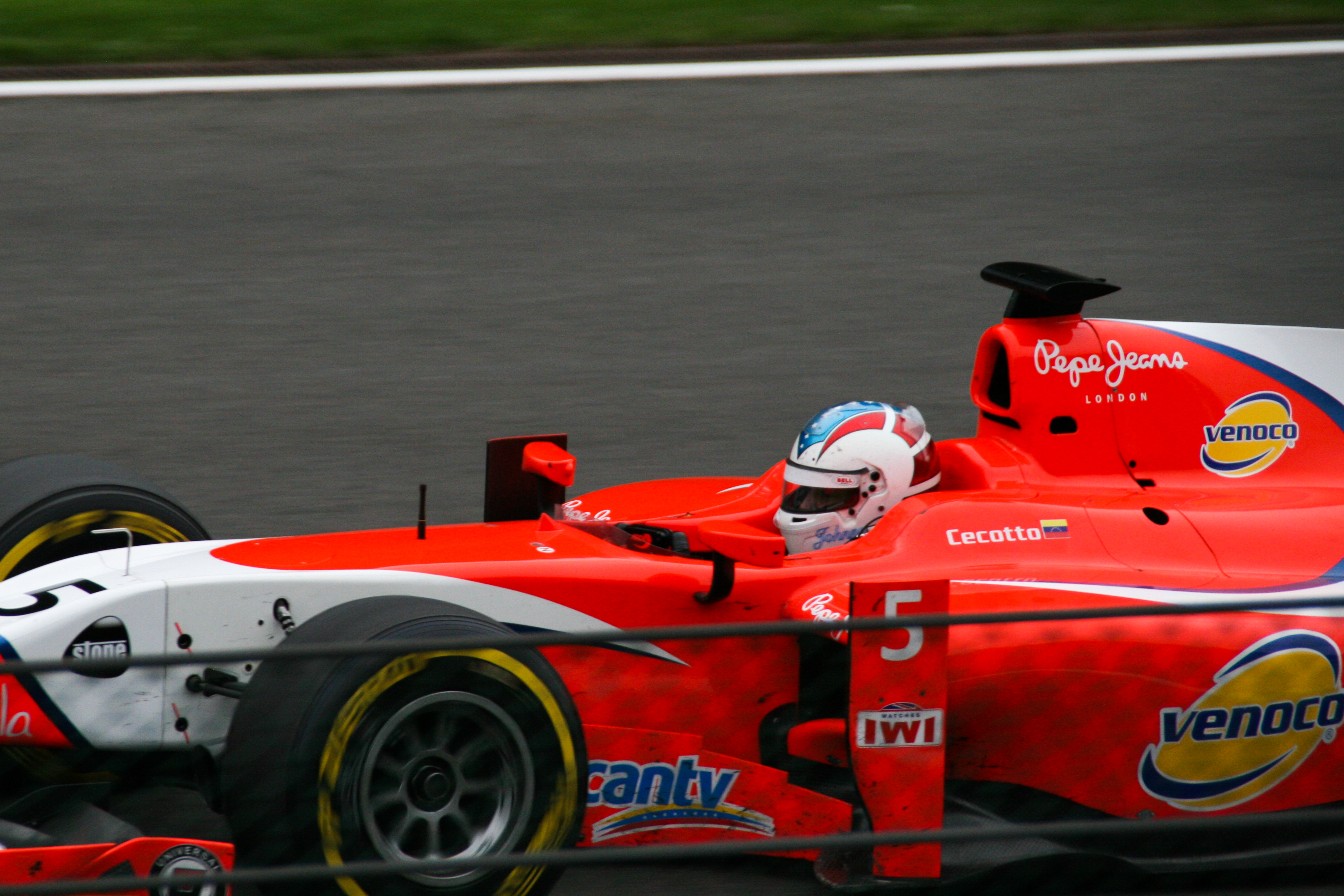
Johnny Cecotto jr. beim Hauptrennen der GP2-Serie in Spa-Francorchamps 2013

2012 ging Cecotto für das Barwa Addax Team in der GP2-Serie an den Start. Der Rennstall hatte die Teamwertung in der vorherigen Saison gewonnen. Nachdem er an den ersten vier Rennwochenenden nur einmal die Top-10 erreicht hatte, erzielte er beim Hauptrennen in Monte Carlo von der Pole-Position startend einen Sieg. Es war sein erster Sieg und zugleich seine erste Podest-Platzierung in der GP2. Nach einem zweiten Platz beim Hauptrennen in Silverstone gelang ihm in Hockenheim ein weiterer Sieg in einem Hauptrennen. Mit vier Podest-Platzierungen schloss er die Saison als bester Pilot seines Rennstalls auf dem neunten Platz ab. Darüber hinaus absolvierte er Formel-1-Testfahrten für die Scuderia Toro Rosso. Zur Saison 2013 wechselte Cecotto zu Arden International und bestritt seine fünfte Saison in der GP2-Serie. In Barcelona rammte Cecotto absichtlich Sergio Canamasas im Duell um den fünften Platz. Eine Veranstaltung später in Monaco erzielte er die Pole-Position. Beim Start löste er eine Massenkarambolage aus, in dem er die erste Kurve blockierte. Aufgrund mehrerer unsportlicher Aktionen in der Saison 2013 wurde er schließlich für ein Rennen gesperrt. Mit zwei fünften Plätzen als beste Resultate beendete er die Saison auf dem 16. Gesamtrang. Damit unterlag er teamintern Mitch Evans mit 41 zu 56 Punkten. Darüber hinaus absolvierte er erneut Formel-1-Testfahrten für die Scuderia Toro Rosso.
In seinem sechsten Jahr in der GP2-Serie kehrte Cecotto 2014 zu Trident Racing zurück. Beim zweiten Hauptrennen in Barcelona gelang es Cecotto vom 16. Startplatz aus das Rennen zu gewinnen. In Spielberg folgte ein weiterer Sieg. Insgesamt stand er fünfmal auf dem Podium. Das interne Duell gegen Sergio Canamasas entschied Cecotto mit 140 zu 29 Punkten deutlich für sich. Im Gesamtklassement erreichte er mit dem fünften Platz seine beste Endplatzierung in der GP2-Serie. 2015 nahm Cecotto für Hilmer Motorsport an zwei und für Carlin und Trident an je einer GP2-Veranstaltungen teil. Nachdem er für Trident am GP2-Lauf in Monza 2015 teilgenommen hatte, gab Cecotto im Alter von 26 Jahren das Ende seiner Motorsportkarriere bekannt. Als Grund für seinen früher Rücktritt gab er die Einstellung von Sponsorenzahlungen aus Venezuela an. Trotz seiner Ankündigung nahm er für Trident noch an einem GP2-Rennwochenende teil und zog sich erst danach zurück. Darüber hinaus nahm Cecotto 2015 an zwei Rennen der Auto GP teil.
2016 erhielt Cecotto zunächst ein Cockpit bei RP Motorsport in der Formel V8 3.5. Er erzielte den ersten Sieg für den Rennstall, verlor sein Cockpit jedoch nach dem dritten Rennwochenende. Ferner bestritt Cecotto für Rapax zwei GP2-Veranstaltungen als Vertretung für Arthur Pic. 2017 erhielt Cecotto bei Rapax wieder ein Stammcockpit in der GP2-Serie, die im Winter in FIA-Formel-2-Meisterschaft umbenannt worden war. Nach der Saison beendete er seine Karriere.

## Statistik

### Karrierestationen
| - 2004: Kartsport - 2005: Deutsche Formel BMW (Platz 22) - 2005: Italienische Formel Renault 1600 (Platz 13) - 2005: Italienische Formel Renault, Winterserie (Platz 7) - 2006: Deutsche Formel 3 (Platz 11) - 2006: Euroseries 3000 (Platz 17) - 2006: Nordeuropäische Formel Renault (Platz 17) - 2006: Italienische Formel Renault - 2007: Internationale Formel Master (Platz 8) - 2007: Euroseries 3000 (Platz 20) | - 2008: Deutscher Formel 3 (Platz 3) - 2009: Formel-3-Euroserie (Platz 26) - 2009: GP2-Serie (Platz 30) - 2010: GP2-Asia-Serie (Platz 17) - 2010: GP2-Serie (Platz 23) - 2011: GP2-Asia-Serie (Platz 15) - 2011: GP2-Serie (Platz 24) - 2011: Formel 1 (Testfahrer) - 2012: GP2-Serie (Platz 9) - 2012: Formel 1 (Testfahrer) | - 2013: GP2-Serie (Platz 16) - 2013: Formel 1 (Testfahrer) - 2014: GP2-Serie (Platz 5) - 2015: GP2-Serie (Platz 28) - 2015: Auto GP (Platz 8) - 2016: Formel V8 3.5 (Platz 14) - 2016: GP2-Serie (Platz 18) - 2017: Formel 2 |

### Einzelergebnisse in der GP2-Serie / FIA-Formel-2-Meisterschaft
| Jahr | Team                    | 1   | 2   | 3   | 4   | 5   | 6   | 7   | 8   | 9   | 10  | 11  | 12  | 13  | 14  | 15  | 16  | 17  | 18  | 19  | 20  | 21  | 22  | 23  | 24  | Punkte | Rang |
| ---- | ----------------------- | --- | --- | --- | --- | --- | --- | --- | --- | --- | --- | --- | --- | --- | --- | --- | --- | --- | --- | --- | --- | --- | --- | --- | --- | ------ | ---- |
| 2009 | David Price Racing      | ESP | ESP | MON | MON | TUR | TUR | GBR | GBR | GER | GER | HUN | HUN | EUR | EUR | BEL | BEL | ITA | ITA | POR | POR |     |     |     |     | 0      | 30.  |
| 2009 | David Price Racing      |     |     |     |     |     |     |     |     |     |     |     |     |     |     |     |     | 18  | 16  | DNS | 18  |     |     |     |     | 0      | 30.  |
| 2010 | Trident Racing          | ESP | ESP | MON | MON | TUR | TUR | ESP | ESP | GBR | GBR | GER | GER | HUN | HUN | BEL | BEL | ITA | ITA | UAE | UAE |     |     |     |     | 3      | 23.  |
| 2010 | Trident Racing          | DNF | 17  | 9   | 4   | 12  | 12  | DNF | 14  | 18  | 23  | 13  | DNF | DNF | 13  | 10  | DNF |     |     |     |     |     |     |     |     | 3      | 23.  |
| 2011 | Ocean Racing Technology | TUR | TUR | ESP | ESP | MON | MON | ESP | ESP | GBR | GBR | GER | GER | HUN | HUN | BEL | BEL | ITA | ITA |     |     |     |     |     |     | 0      | 24.  |
| 2011 | Ocean Racing Technology | DNF | 13  | 14  | 13  | DNF | 17  | 14  | 17  | 12  | DNF | 10  | DNF | DNF | DNF | 11  | 8   | 17  | 15  |     |     |     |     |     |     | 0      | 24.  |
| 2012 | Barwa Addax Team        | MAS | MAS | BRN | BRN | BRN | BRN | ESP | ESP | MON | MON | ESP | ESP | GBR | GBR | GER | GER | HUN | HUN | BEL | BEL | ITA | ITA | SIN | SIN | 104    | 9.   |
| 2012 | Barwa Addax Team        | DNF | 22  | DNF | 22* | 9   | DNF | 18  | 13  | 1   | DNF | DSQ | DNF | 2   | 18* | 1   | 6   | DNF | DNF | 17  | DNF | 2   | 5   | DNF | 9   | 104    | 9.   |
| 2013 | Arden International     | MAS | MAS | BRN | BRN | ESP | ESP | MON | MON | GBR | GBR | GER | GER | HUN | HUN | BEL | BEL | ITA | ITA | SIN | SIN | UAE | UAE |     |     | 41     | 16.  |
| 2013 | Arden International     | 12  | 5   | 10  | 12  | 8   | 5   | DNF | EX  | 17  | DNF | 10  | 5   | 21  | DNF | 14  | 7   | 12  | 8   | 14  | 6   | 8   | DNF |     |     | 41     | 16.  |
| 2014 | Trident Racing          | BRN | BRN | ESP | ESP | MON | MON | AUT | AUT | GBR | GBR | GER | GER | HUN | HUN | BEL | BEL | ITA | ITA | RUS | RUS | UAE | UAE |     |     | 140    | 5.   |
| 2014 | Trident Racing          | 21  | 14  | 1   | 6   | 4   | 4   | 6   | 1   | 6   | 3   | 7   | DNF | DNF | DNF | 3   | 2   | 10  | DNF | 19  | 23* | 6   | 6   |     |     | 140    | 5.   |
| 2015 | Hilmer Motorsport       | BRN | BRN | ESP | ESP | MON | MON | AUT | AUT | GBR | GBR | HUN | HUN | BEL | BEL | ITA | ITA | RUS | RUS | BRN | BRN | UAE | UAE |     |     | 0      | 28.  |
| 2015 | Hilmer Motorsport       |     |     | 21  | DNF | 20  | DNF |     |     |     |     |     |     |     |     |     |     |     |     |     |     |     |     |     |     | 0      | 28.  |
| 2015 | Carlin                  |     |     |     |     | 13  | 25  |     |     |     |     |     |     |     |     |     |     |     |     |     |     |     |     |     |     | 0      | 28.  |
| 2015 | Trident                 |     |     | 18  | 13  | 13  | 22* |     |     |     |     |     |     |     |     |     |     |     |     |     |     |     |     |     |     | 0      | 28.  |
| 2016 | Rapax                   | ESP | ESP | MON | MON | AZE | AZE | AUT | AUT | GBR | GBR | HUN | HUN | GER | GER | BEL | BEL | ITA | ITA | MAS | MAS | UAE | UAE |     |     | 18     | 18.  |
| 2016 | Rapax                   |     |     |     |     |     |     |     |     |     |     |     |     |     |     |     |     |     |     | 13  | 9   | 7   | 2   |     |     | 18     | 18.  |
| 2017 | Rapax                   | BRN | BRN | ESP | ESP | MON | MON | AZE | AZE | AUT | AUT | GBR | GBR | HUN | HUN | BEL | BEL | ITA | ITA | ESP | ESP | UAE | UAE |     |     | 16     | 16.  |
| 2017 | Rapax                   | 15  | 9   | 17  | 10  | 8   | 2   | DNF | 14  |     |     |     |     |     |     |     |     |     |     |     |     | –   | –   |     |     | 16     | 16.  |

### Einzelergebnisse in der Formel V8 3.5
| Jahr | Team          | 1   | 2   | 3   | 4   | 5   | 6   | 7   | 8   | 9   | 10  | 11  | 12  | 13  | 14  | 15  | 16  | 17  | 18  | Punkte | Rang |
| ---- | ------------- | --- | --- | --- | --- | --- | --- | --- | --- | --- | --- | --- | --- | --- | --- | --- | --- | --- | --- | ------ | ---- |
| 2016 | RP Motorsport | ALC | ALC | HUN | HUN | SPA | SPA | LEC | LEC | SIL | SIL | SPI | SPI | MNZ | MNZ | JER | JER | CAT | CAT | 43     | 14.  |
| 2016 | RP Motorsport | 9   | 6   | 1   | 6   | 12* | DNF |     |     |     |     |     |     |     |     |     |     |     |     | 43     | 14.  |